# Zlateče (Vojnik)
Zlateče is een plaats in Slovenië en maakt deel uit van de gemeente Vojnik in de NUTS-3-regio Savinjska. De plaats telde 135 inwoners op 1 januari 2020.